# Sobaekbergen
Sobaekbergen är en bergskedja i Sydkorea. Det går i sydvästlig riktning och inleds vid Taebaekbergen. Den brukar anses upphöra vid Jirisan, som också är det högsta berget i bergskedjan. Sobaekbergen formar den södra halvan av Baekdudaegan, som ses som den symboliska "snurran" i Korea, som sträcker sid ända upp till Nordkorea. Topparna i bergskedjan brukar vara ungefär 1 000 meter över havet. 